# Jozef Horemans
Jozef Horemans (Hulshout, 8 settembre 1910 – Duffel, 24 ottobre 1977) è stato un ciclista su strada belga, professionista dal 1933 al 1943.

## Carriera
Ciclista adatto alle corse di un giorno, ottenne vari piazzamenti nelle classiche, tra cui un terzo  posto nella Liegi-Bastogne-Liegi del 1936.

## Palmarès

### Strada
- 1933 (una vittoria)

Brussel les-Oupeye
- 1934 (una vittoria)

Premi Nacional de Clausura

## Piazzamenti

### Classiche monumento
- Parigi-Roubaix

1938: 37º
- Liegi-Bastogne-Liegi

1935: 18º
1936: 3°
1938: ritirato